# Brunton Park
Der Brunton Park ist ein Fußballstadion in Carlisle im Norden Englands. Hier im vereinseigenen Stadion empfängt der Fußballclub Carlisle United seine Gegner zu den Spielen. Auf seinen vier Zuschauerrängen bietet es 18.202 Besuchern Platz.

## Geschichte
Der Bau des Brunton Park begann 1909 und wurde auch in dem Jahr beendet. Die erste Spiel der Carlisle United in neuen Stadion fand am 2. September 1909 statt; es endete mit einem 2:0-Sieg von Newcastle United gegen die Cumbrians. Der Pioneer Foods Stand im Osten ist der jüngste Besucherrang der Spielstätte. In ihm befindet sich u. a. eine Eingangshalle, ein Geschäft, Restaurants und Bars sowie ein Wettbüro. Am nördlichen Ende der Tribüne befinden sich Plätze für die Gästefans; zur Sicherheit bleiben Plätze zur Abtrennung frei. Der mittlere Teil der Haupttribüne Main Stand entstand 1954; die beiden äußeren Teile folgten später. Der untere Teil trägt den Namen Paddock und beherbergt Stehplätze. Der obere Teil ist in kleinere Sitzplatzblöcke abgeteilt. In der Mitte des oberen Teils liegt die Pressetribüne. Das Warwick Road End ist eine traditionelle, englische Stehplatztribüne mit drei nebeneinander liegenden Giebeldächern und Dachstützen im Zuschauerbereich. Der Waterworks End ist ein Stehplatzrang, ist für die Fans der gegnerischen Mannschaft reserviert und gegenüber den anderen Rängen komplett unüberdacht.
Mitte November und Anfang Dezember 2015 wurde die Grafschaft Cumbria nach heftigen Regenfällen überflutet. Dadurch wurde auch der Brunton Park in Mitleidenschaft gezogen, da er in der Nähe der Flüsse Petteril und Eden liegt. Die Spielstätte stand unter Wasser und der Rasen war zu dreiviertel überflutet. Noch schlimmer kam es kurze Zeit später Anfang Dezember durch die Regenfälle des Sturms Desmond, als das Stadion samt Umfeld unter Wasser stand. Der Brunton Park wurde schon in früheren Jahren wie 2004 und 2009 überflutet.

## Besucherrekord und Zuschauerschnitt
Der Besucherrekord stammt aus dem Jahr 1957. Zu dem FA-Cup-Spiel der 3. Runde am 5. Januar zwischen Carlisle United und Birmingham City kamen 27.500 Zuschauer in den Brunton Park. Dreizehn Jahre später am 7. Februar 1970 wurde dieser Rekord eingestellt. Das FA-Cup-Spiel der 5. Runde zwischen Carlisle United und dem FC Middlesbrough führte 27.500 Besucher in das Stadion.
- 2012/13: 4.302 (Football League One)[1]
- 2013/14: 4.243 (Football League One)
- 2014/15: 4.376 (Football League Two)

## Tribünen
- Warwick Road End – (Süd, Hintertortribüne, überdacht)[7]
- Petteril End (Waterworks End) – (Nord, Hintertortribüne, ohne Dach)
- Main Stand & Paddock – (West, Haupttribüne, teilweise überdacht)
- Pioneer Foods Stand – (Ost, Gegentribüne, überdacht)

## Galerie

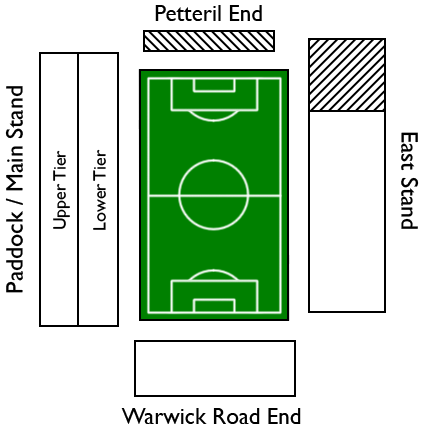
Tribünenplan
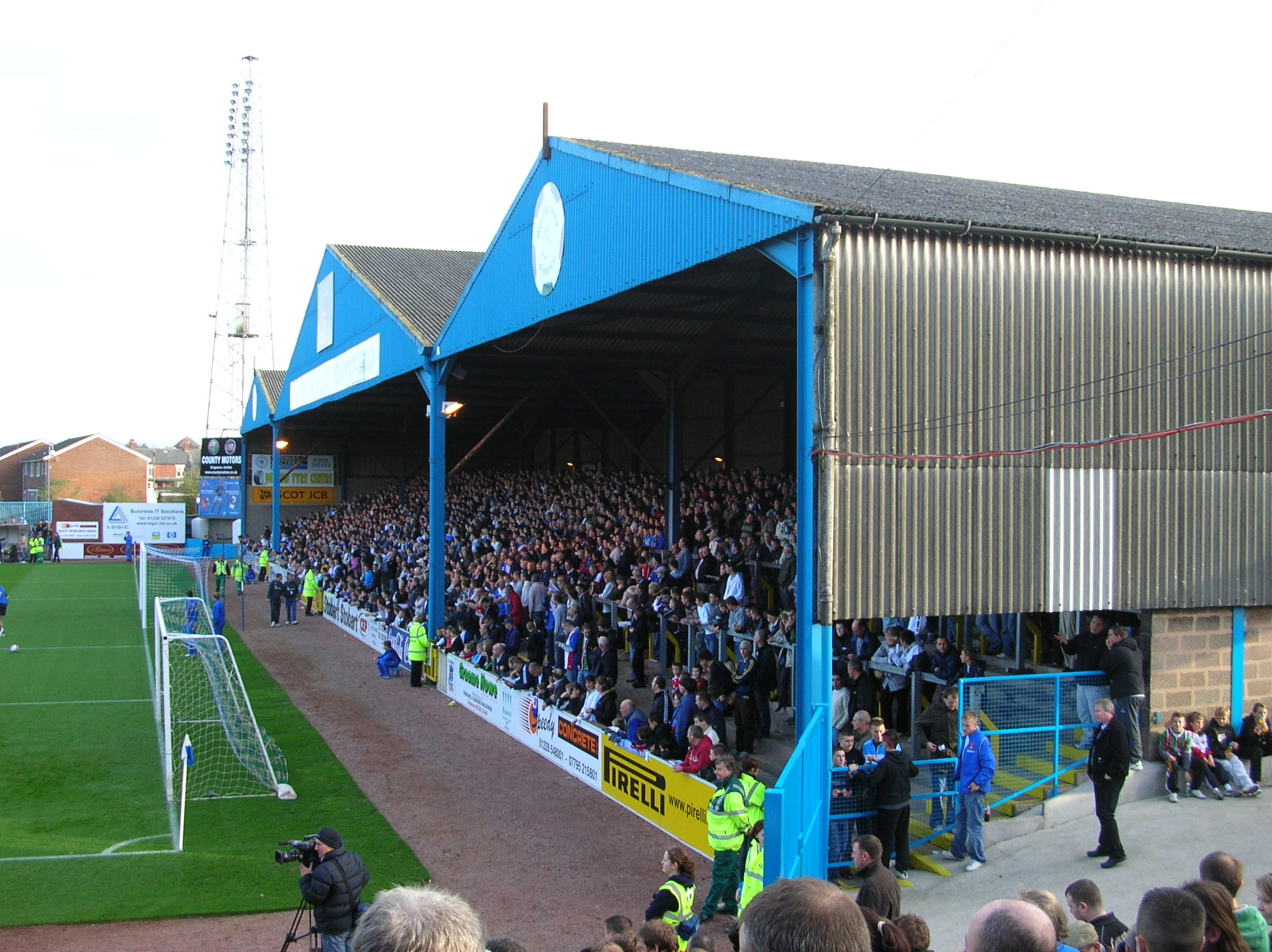
Warwick Road End
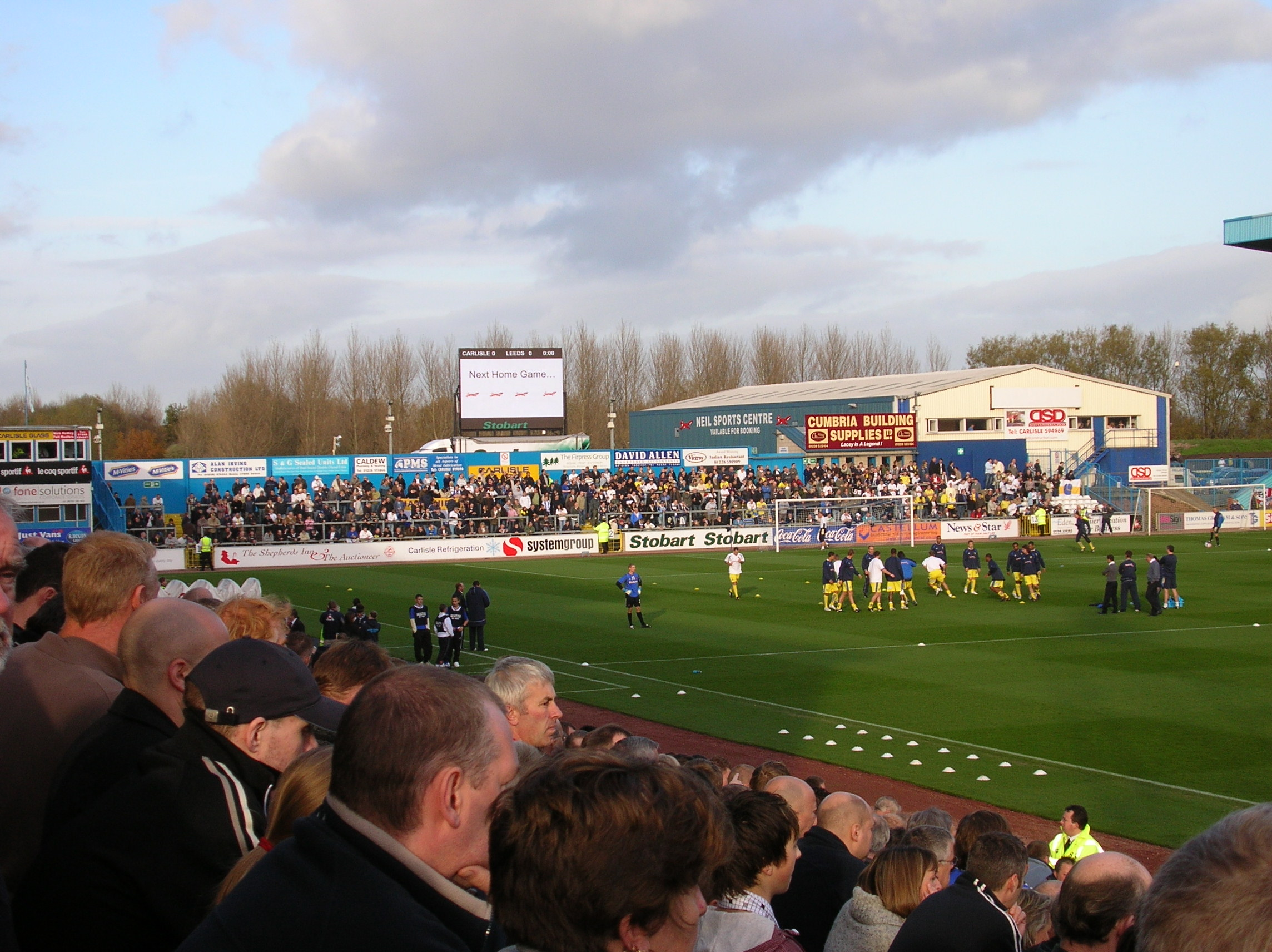
Petteril EndMain Stand & Paddock
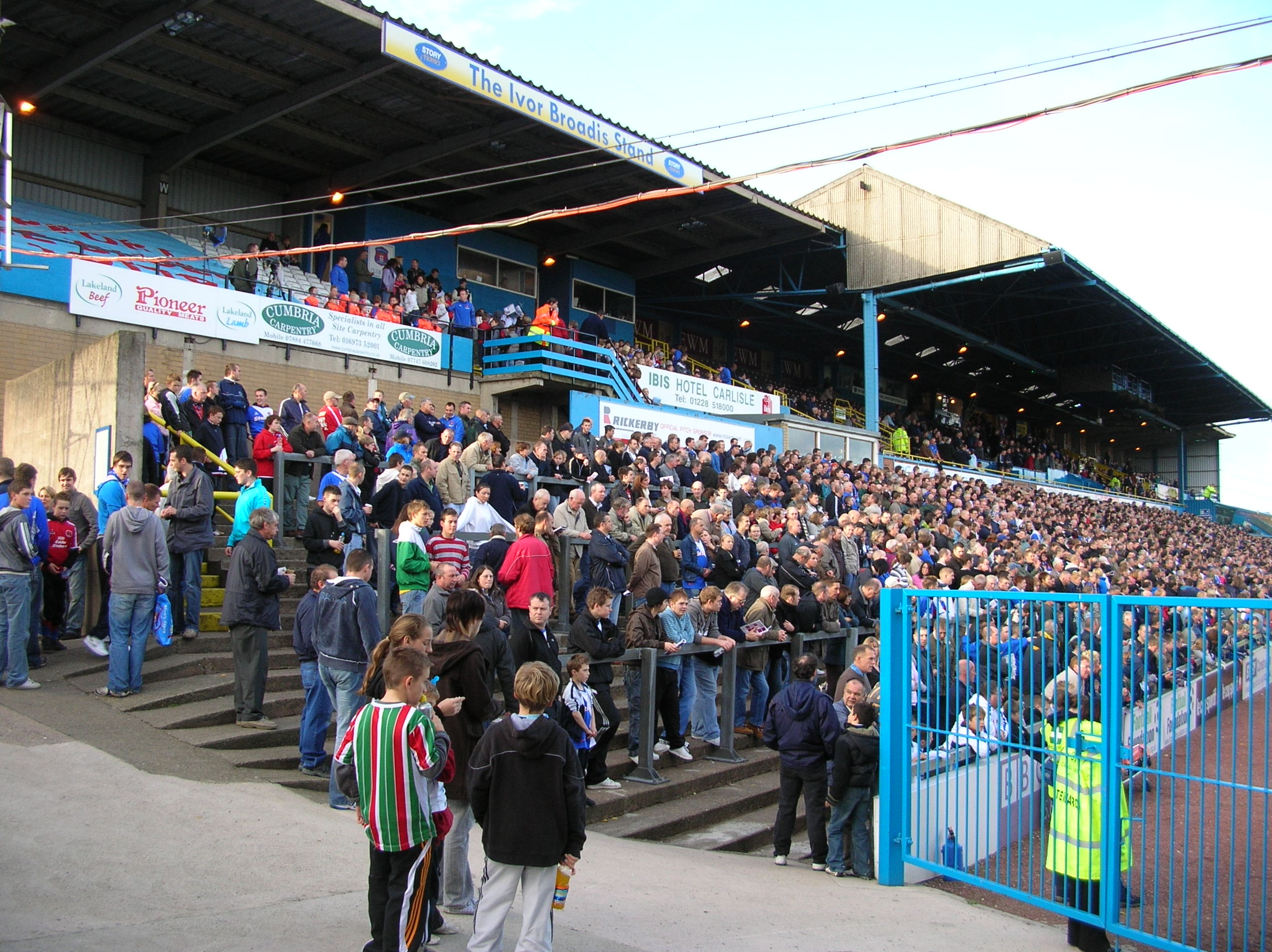
Main Stand & Paddock
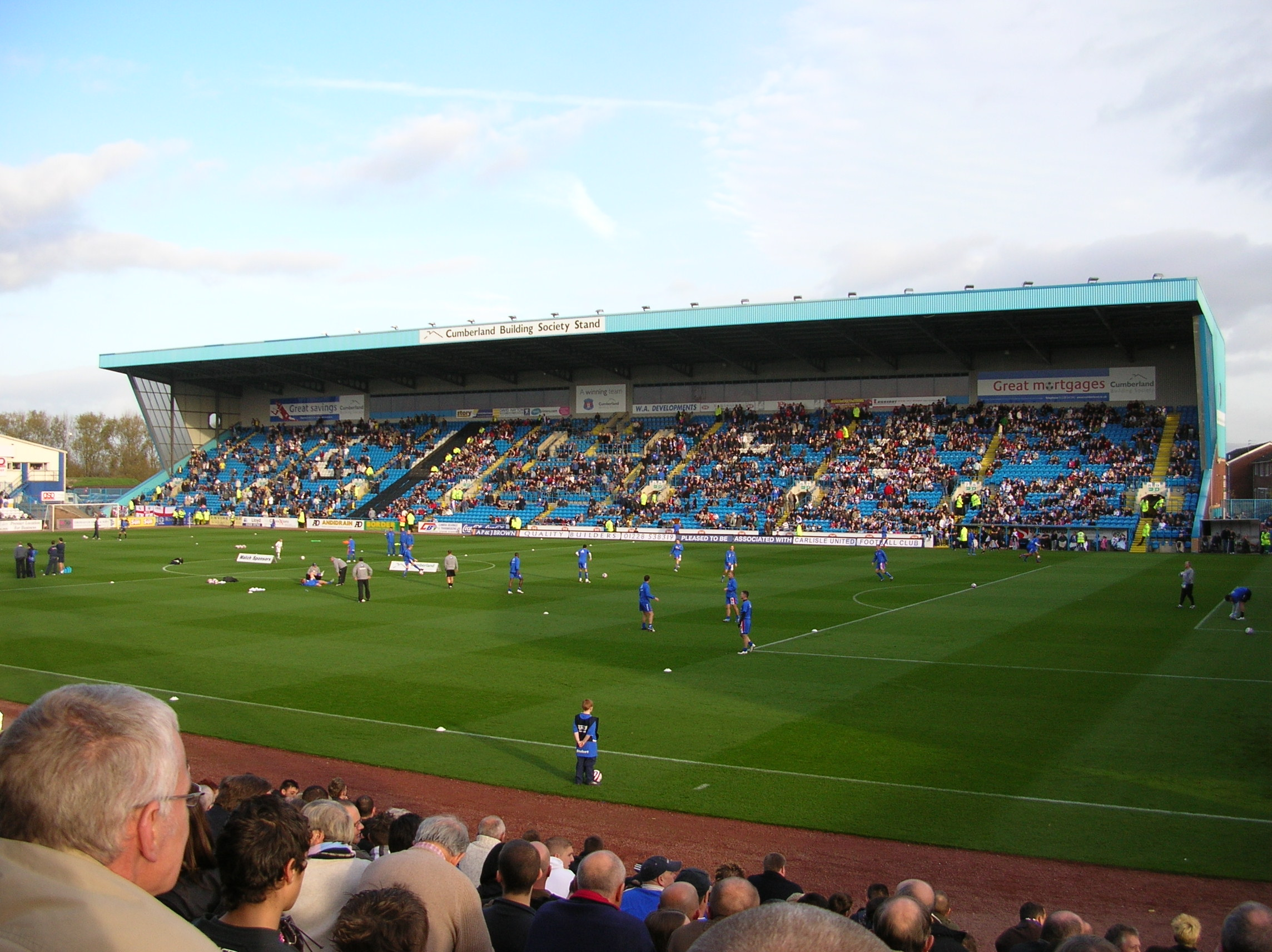
Pioneer Foods Stand